# 21813 Danwinegar
21813 Danwinegar este un asteroid din centura principală de asteroizi.

## Descriere
21813 Danwinegar este un asteroid din centura principală de asteroizi. A fost descoperit pe 3 octombrie 1999 la Socorro, New Mexico, în cadrul proiectului LINEAR. Asteroidul prezintă o orbită caracterizată de o semiaxă mare de 2,43 ua, o excentricitate de 0,16 și o înclinație de 3,0° în raport cu ecliptica.